# Jan Schrooten
Jan Schrooten (Antwerpen, 18 december 1937 - aldaar, 12 augustus 2020) was een Vlaamse kanunnik en de ere-kapelmeester van de Onze-Lieve-Vrouwekathedraal te Antwerpen.
Hij was voorzitter van Pueri Cantores Vlaanderen, een internationale organisatie van jeugdkoren en afgevaardigde namens de Belgische bisschoppenconferentie naar de CEDAME (Conférence Européenne des Associations de Musique d’Église).
Zijn vader was afkomstig uit Linde. Hij volgde de lagere school en de Grieks-Latijnse humaniora aan het Sint-Lievenscollege te Antwerpen. In die periode ontving hij privé-pianolessen en studeerde notenleer en orgel aan het Conservatorium te Antwerpen bij Flor Peeters. In 1961 werd hij priester gewijd. Hij studeerde vervolgens kerkmuziek aan het Lemmensinstituut en behaalde in 1964 het laureaat. Van 1968 tot 2000 was hij kapelmeester van het Antwerps Kathedraalkoor. In 1970 werd hij professor in de Gewijde muziek aan het Theologisch en Pastoraal centrum. In 1983 werd hij tot kanunnik benoemd. In 1985 werd onder zijn impulsen een Meisjescantorij opgericht, zodat de Antwerpse kathedraal sindsdien twee volwaardige jeugdkoren had.
Hij verleende medewerking aan de Vlaamse zangbundel Zingt Jubilate.
Schrooten verbleef zijn laatste jaren in woonzorgcentrum Sint-Camillus, waar hij in 2020 op 82-jarige leeftijd overleed.